# Beth Mead
Bethany Jane „Beth“ Mead, MBE (* 9. Mai 1995 in Whitby) ist eine englische Fußballspielerin. Sie spielt seit 2017 für den FC Arsenal und seit 2018 für die englische Nationalmannschaft der Frauen. Mit der Nationalmannschaft gewann sie die in England ausgetragene Europameisterschaft 2022. Sie wurde erfolgreichste Torjägerin und zur besten Spielerin des Turniers gewählt.

## Werdegang

### Vereine

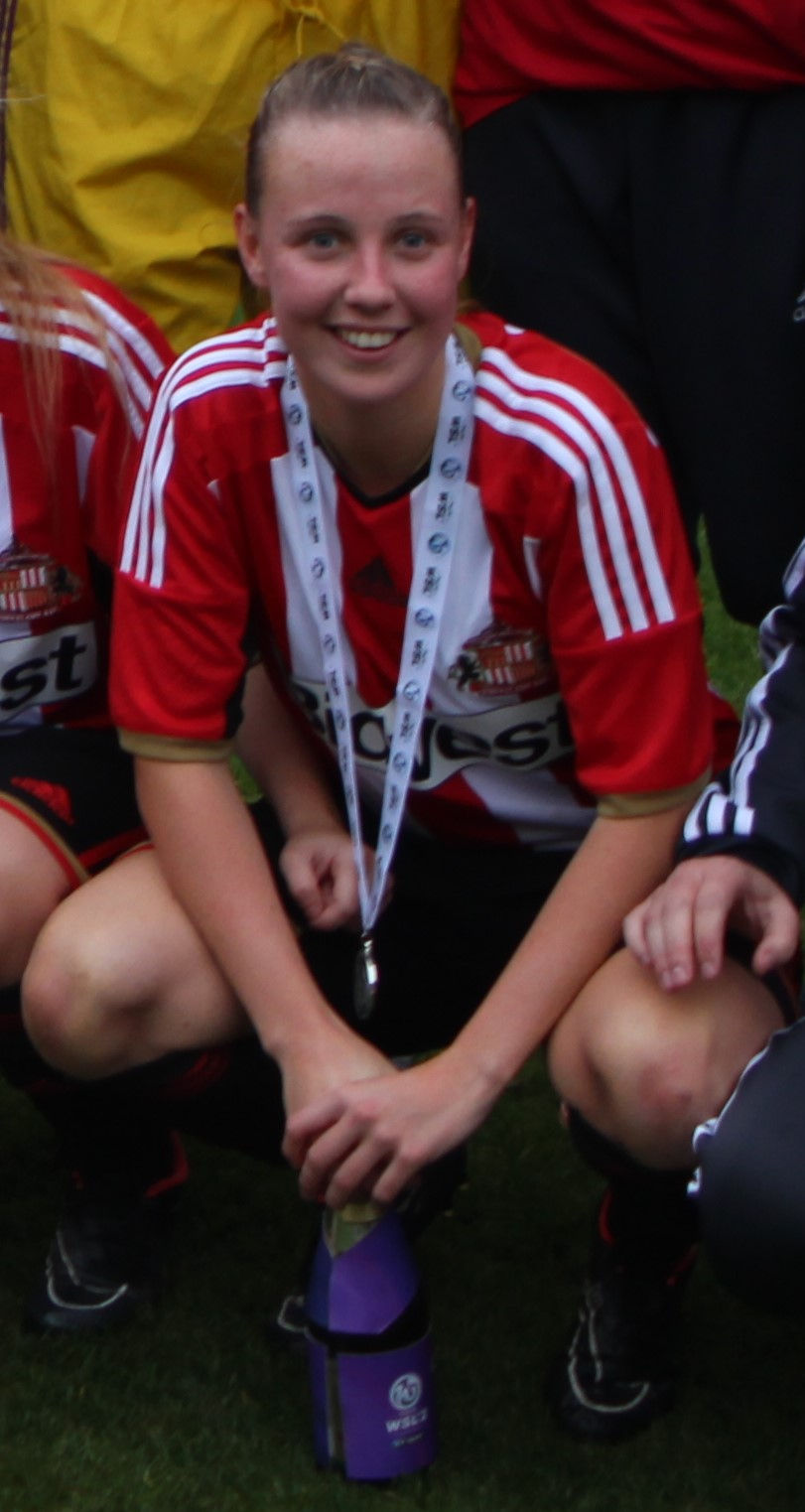
Mead im Juni 2014, nach der WSL-2-Meisterschaft

Mead begann mit dem Fußballspielen beim California Girls FC, bevor sie mit 10 Jahren in das Centre of Excellence des FC Middlesbrough wechselte. Mit 16 Jahren ging sie zum AFC Sunderland und spielte in der National Division der FA Women’s Premier League. Als Torschützenkönigin mit 18 Toren in 17 Spielen hatte Mead maßgeblichen Anteil an der gewonnenen Meisterschaft. Diesen Erfolg wiederholte sie ein Jahr später mit 17 Treffern in 18 Spielen. 2014 spielte sie mit Sunderland in der WSL 2 der FA Women’s Super League und verhalf dem Verein als zweitbeste Schützin mit 13 Toren zur Meisterschaft und dem Aufstieg in die WSL 1. Als Torschützenkönigin der WSL 1 mit 12 Treffern sorgte sie mit dafür, dass der Liganeuling die Klasse hielt. 2016 traf sie nur noch sechs-mal, doch Sunderland konnte sich im Mittelfeld der Tabelle halten.
Zur „Spring Series“ genannten kurzen Übergangssaison 2017 wechselte Mead zum FC Arsenal, wo sie in fünf der acht Ligaspiele eingesetzt wurde und ein Tor erzielte.
Diese kurze Saison endete für Arsenal auf dem dritten Platz. Die folgende nun an den normalen europäischen Spielkalender angepasste Saison 2017/18, in der sie 17 von 18 Spielen mitmachte und dabei acht Tore erzielt, endete erneut auf dem dritten Platz. Allerdings konnte sie zum ersten Mal den WSL Cup gewinnen. 2018/19 konnte Arsenal dann sieben Jahre nach der letzten Meisterschaft erneut der Titel gewinnen. Mead wurde dabei nur einmal nicht eingesetzt, erzielte sieben Tore und war mit 12 „Assists“ beste Vorlagengeberin der Saison. In der aufgrund der COVID-19-Pandemie vorzeitig beendeten Saison 2019/20 kam sie zu 14 Einsätzen in der Liga und erzielte dabei drei Tore, es reichte aber auch durch den Abbruch bedingt nur zum dritten Platz. In der UEFA Women’s Champions League 2019/20 wurde sie in den vier Sechzehntel- und Achtelfinalspielen vor der Corona-Pause eingesetzt. Das Viertelfinale nach der Pause gegen Paris Saint-Germain wurde mit 1:2 verloren, wobei ihr der zwischenzeitliche Ausgleich gelang.
In der UEFA Women’s Champions League 2022/23 wurde sie in zwei Qualifikationsspielen und den ersten beiden Gruppenspielen eingesetzt. Im November 2022 zog sich Mead einen Kreuzbandriss zu. Arsenal beendete die Gruppenphase als Gruppensieger, setzte sich im Viertelfinale gegen Bayern München durch und schied im Halbfinale gegen Wolfsburg aus. In der Qualifikation für die Gruppenphase der UEFA Women’s Champions League 2023/24 scheiterte Arsenal im Finale des Platzierungswegs am Paris FC. Mead saß dabei auf der Bank. Erst im Oktober 2023 kam sie in der Liga wieder zum Einsatz. In der UEFA Women’s Champions League 2024/25 wurde sie siebenmal ein- und sechsmal ausgewechselt und erzielte ein Tor.

### Nationalmannschaften

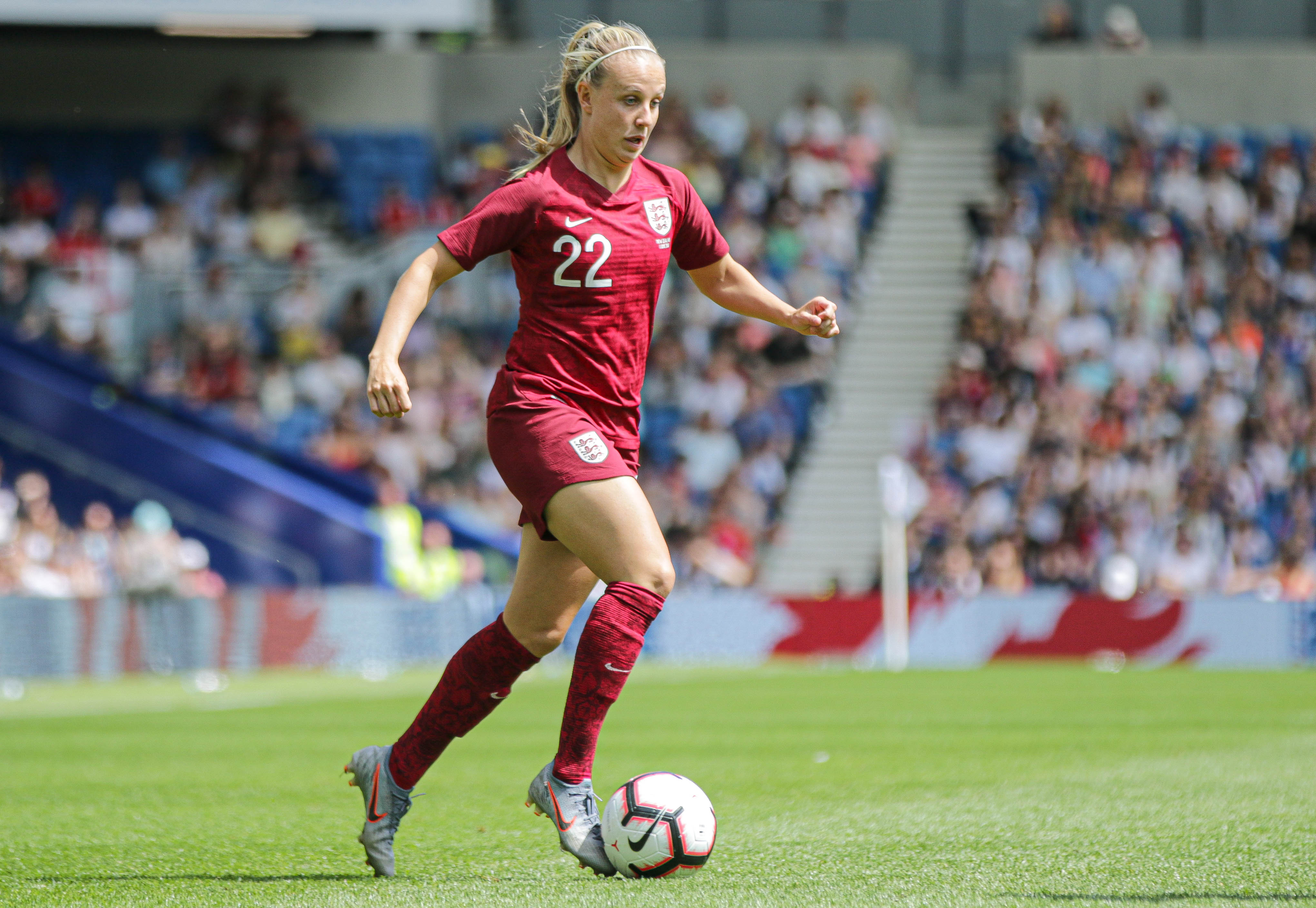
Mead im Juni 2019 beim Freundschaftsspiel gegen Neuseeland

Im Oktober 2010 nahm Mead mit der U-17-Mannschaft an der ersten Qualifikationsrunde zur U17-Europameisterschaft 2011 teil. Mit zwei Toren trug Mead dazu bei, dass sich die Engländerinnen als Gruppenzweite hinter den punktgleichen Belgierinnen, die ein Tor mehr erzielt hatten, für die zweite Runde qualifizierte. An dieser im April 2011 ausgetragenen Runde, bei der die Engländerinnen scheiterten, nahm sie nicht teil. Im Juli 2012 nahm sie mit der U-19-Mannschaft an der U-19-Fußball-Europameisterschaft der Frauen 2012 in der Türkei teil. Da weder sie noch ihre Mitspielerinnen ein Tor erzielen konnten, schieden sie als Gruppendritte aus. Im April 2013 nahmen sie in der zweiten Qualifikationsrunde zur U-19-Fußball-Europameisterschaft der Frauen 2013 einen neuen Anlauf und qualifizierten sich bei einem Turnier in Norwegen zusammen mit den Gastgeberinnen für die Endrunde. Diese fand im August 2013 in Wales statt, und Mead half mit drei Toren das Finale zu erreichen, das aber mit 0:2 gegen Frankreich verloren wurde. Bereits durch den Halbfinaleinzug waren sie aber für die U-20-Weltmeisterschaft 2014 in Kanada qualifiziert. Dort konnte sie zwar ein Tor gegen Mexiko erzielen, da ihre Mannschaft aber kein Spiel gewann, war nach der Gruppenphase die WM für sie beendet. Zuvor hatte sie noch der U-19-Mannschaft mit zwei Toren bei einem Turnier in Finnland der zweiten Qualifikationsrunde zur U-19-Fußball-Europameisterschaft der Frauen 2014 geholfen, sich für die Endrunde zu qualifizieren. Diese fand dann im Juli ohne sie in Norwegen statt und ihre Mannschaft schied nach drei Niederlagen in den Gruppenspielen aus.
Nach einigen Spielen mit der U-23-Mannschaft erhielt sie im Oktober 2015 ihre erste Einladung zur A-Nationalmannschaft.
Ihren ersten Einsatz hatte sie dann aber erst am 6. April 2018 beim torlosen Remis im WM-Qualifikationsspiel gegen Wales, als sie in der 80. Minute eingewechselt wurde. Vier Tage später kam sie gegen Bosnien und Herzegowina bereits nach 57 Minuten, eine Minute nachdem Toni Duggan das 1:0 erzielt hatte, ins Spiel. Fünf Minuten länger musste sie dann im Juni beim 3:1-Sieg gegen Russland warten.
Am 4. September 2018 stand sie dann im letzten Qualifikationsspiel, das gegen Kasachstan mit 6:0 gewonnen wurde, erstmals in der Startelf, spielte 90 Minuten mit und erzielte zwei Tore, verschoss aber auch einen Elfmeter. Es folgten Einsätze gegen Brasilien und Australien im Oktober und gegen Schweden im November.
Sie konnte dann zwar aufgrund einer Knieverletzung nicht am Januar-Trainingslager in Katar teilnehmen, war aber zum SheBelieves Cup
im März 2019 wieder fit. Dieser wurde erstmals von den Engländerinnen gewonnen und Mead wurde dabei in den drei Spielen eingesetzt. Beim 2:1 gegen Brasilien und 3:0 gegen Japan erzielte sie jeweils das letzte Tor. Sie war damit mit drei anderen Spielerinnen beste Torschützin des Turniers. Es folgte noch ein Tor beim 2:1-Heimsieg gegen Spanien am 9. April und am 8. Mai die Nominierung für die Weltmeisterschaft in Frankreich. Bei der WM kam sie in zwei Gruppenspielen, sowie dem Viertelfinale, Halbfinale und Spiel um Platz 3 zum Einsatz. Im Gruppenspiel gegen Argentinien bereitete sie das einzige Tor des Spiels durch Jodie Taylor vor, im Viertelfinale gegen Norwegen das Tor zum 3:0-Endstand durch Lucy Bronze und im Halbfinale gegen die USA das Tor zum zwischenzeitlichen 1:1 (Endstand 1:2) durch Ellen White. Mit ihrer Mannschaft schloss sie das Turnier dann auf dem vierten Platz ab.
In den ersten acht Spielen der Qualifikation für die WM 2023 wurde sie immer eingesetzt und erzielte 12 Tore, darunter drei beim 20:0-Rekord-Sieg gegen Lettland. Das 20:0 ist der höchste Sieg einer europäischen Nationalmannschaft. Die Engländerinnen überboten damit den erst fünf Tage zuvor von den Belgierinnen beim 19:0 gegen Armenien aufgestellten Rekord und ebenso wie die Belgierinnen das 17:1 der dänischen Männernationalmannschaft gegen Frankreich aus dem Jahr 1908.
Am 17. Mai 2022 wurde sie für den vorläufigen EM-Kader benannt. Am 15. Juni wurde sie auch für den finalen Kader berücksichtigt. Sie stand in allen sechs Spielen ihrer Mannschaft in der Startelf. Im Eröffnungsspiel gegen Österreich erzielte sie per Lupfer das einzige Tor des Spiels und damit den Siegtreffer für ihre Mannschaft – das erste Tor bei einer EM der Frauen, das vom Video-Assistent überprüft wurde. England siegte im Finale 2:1 nach Verlängerung gegen Deutschland und gewann damit zum ersten Mal die Europameisterschaft. Mead erzielte sechs Treffer im Turnier, gleich viele wie Alexandra Popp, wurde jedoch Torschützenkönigin, da sie mehr Assists (5) als Popp hatte. Sie wurde zudem zur besten Spielerin des Turniers gewählt und vom beobachtenden Trainerstab der UEFA in die „Elf des Turniers“ berufen.
Sie wurde auch in den letzten beiden Spielen der Qualifikation für die WM 2023 nach der EM eingesetzt und qualifizierte sich am 3. September mit ihrer Mannschaft durch einen 2:0-Sieg in Wiener Neustadt gegen Österreich für die WM-Endrunde. Im letzten Spiel erhöhte sie ihr Torkonto auf 13 und war damit die beste englische Torschützin. An der WM 2023, bei der die Engländerinnen Zweite wurden, konnte Mead aufgrund ihres Kreuzbandrisses nicht teilnehmen.
Da erstmals das Abschneiden bei der WM für die europäischen Teams nicht entscheidend für die Qualifikation zu den Olympischen Spielen 2024 war, verhalf den Engländerinnen der Finaleinzug nicht zur Olympiateilnahme. Sie mussten sich über die neue UEFA Women’s Nations League 2023/24 stellvertretend für die Britische Fußballolympiamannschaft der Frauen für die Spiele in Paris qualifizieren. Die Engländerinnen verloren aber die Spiele in Belgien und den Niederlanden und verpassten als Gruppenzweite das Final Four Turnier, bei dem um zwei Olympiatickets gespielt wurde. Mead kam erst in den letzten beiden Spielen zum Einsatz und erzielte dabei ein Tor.

## Erfolge
- Vereine:
  - Torschützenkönigin der National Division 2011/12 und 2012/13 sowie WSL 1 2015 (mit Sunderland)
  - Meisterschaft der National Division 2011/12 und 2012/13 (mit Sunderland)
  - Meisterschaft der WSL 2 2014 (mit Sunderland)
  - WSL-Cup-Siegerin 2017/18, 2022/23, 2023/24 (mit Arsenal)
  - WSL-Siegerin: 2018/19 (mit Arsenal)
  - UEFA-Women’s-Champions-League-Siegerin 2024/25
- Nationalmannschaft:
  - SheBelieves-Cup-Siegerin 2019
  - Arnold-Clark-Cup-Siegerin 2022
  - Gewinn der Europameisterschaft 2022, Torschützenkönigin

## Auszeichnungen
- 2018: Vauxhall Young England Player of the Year[15]
- 2022: BBC Sports Personality of the Year[16]